# Douglas Godfree
Douglas William Godfree (ur. 16 października 1881 w Chiswick, zm. 5 sierpnia 1929 w Chelsea w Londynie) – brytyjski szermierz, członek brytyjskiej drużyny olimpijskiej w 1908 oraz 1912 roku. Na letnich igrzyskach olimpijskich w 1912 reprezentował Wielką Brytanię również w pięcioboju nowoczesnym.